# Gaspatxos alacantins
Els gaspatxos alacantins són un tipus de gaspatxo propi de la zona muntanyenca de la província d'Alacant. S'elaboren amb carns procedents de diferents animals a les quals s'hi afegeixen molles de pa (generalment procedents de coques d'àzim, és a dir, sense rent). És tradicional que les carns emprades siguen de caça: conill, llebre o perdiu. En l'actualitat, s'hi afegeix carn d'aus de corral com és el pollastre. Una de les característiques d'aquests gaspatxos és que se solen servir sobre unes coques de pa.
Es tracta d'un plat habitual de l'interior muntanyenc de la província. És habitual l'ús de pa àzim (denominades popularment com a "coques mortes"), encara que es fan igualment gaspatxos en els quals s'utilitzen coques amb rent (les "coques vives"). La carn sol ser picada i guisada amb ceba. Aquesta mescla se sol acompanyar de pa esmollat i se sol servir sobre unes coques.